# Al-Faw-Palast

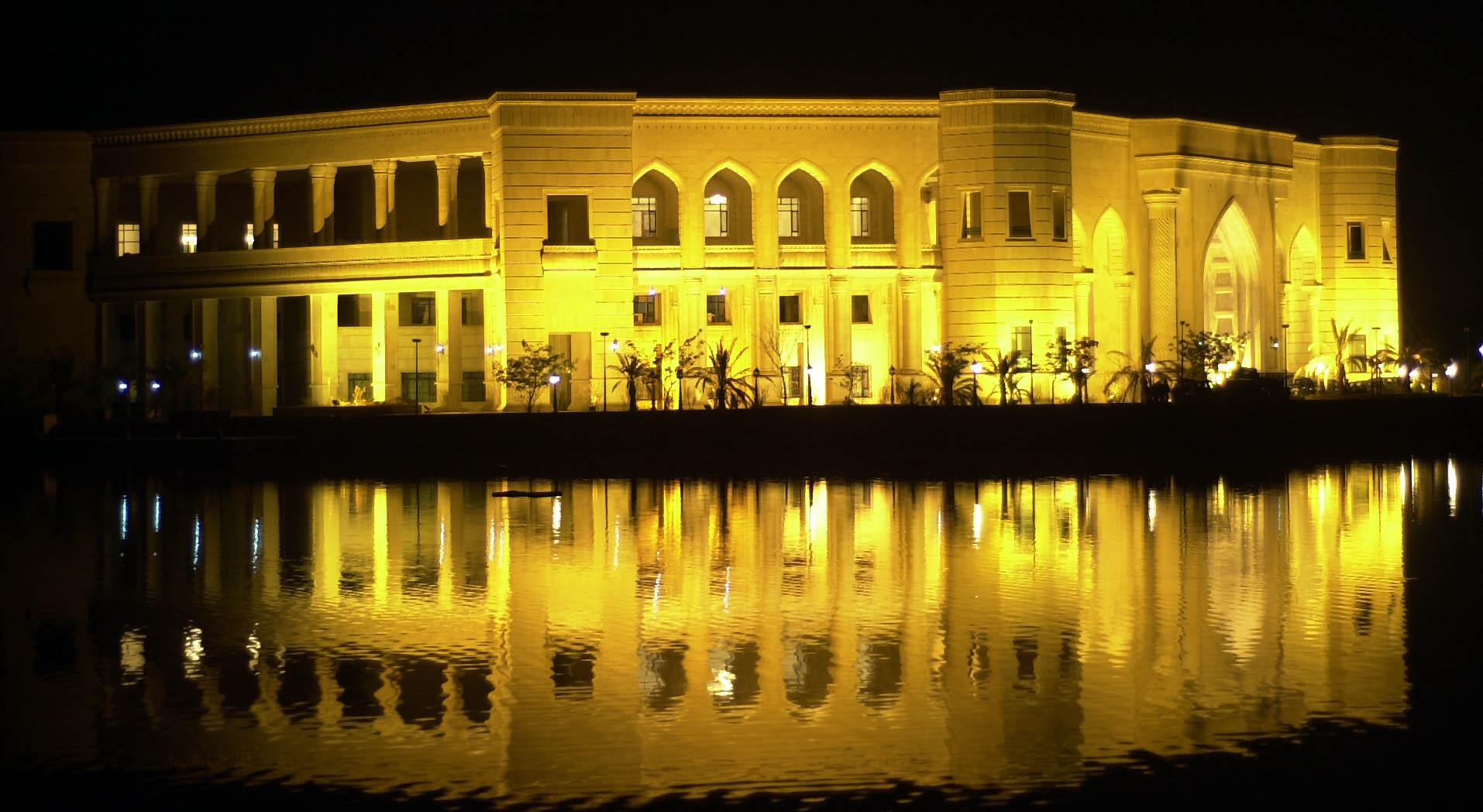
Al-Faw-Palast nachts, 2005

Der al-Faw-Palast (arabisch قصر الفاو, DMG Qaṣr al-Fāw) ist ein Palast in Bagdad (Irak). Er ist etwa fünf Kilometer vom internationalen Flughafen der Stadt entfernt. Sein Bau wurde von Saddam Hussein in Auftrag gegeben, im Gedenken an die Zurückeroberung der al-Faw-Halbinsel im Ersten Golfkrieg gegen den Iran. 
Der Komplex, der aus zahlreichen Villen und anderen Gebäuden besteht, lag innerhalb des Camp Victory, einer der größten Militärbasen der US-geführten Koalition im Irakkrieg. Der Palast wurde unter anderem als Hauptquartier für die Multi-National Force – Iraq genutzt.